# Urgleptes villiersi
Urgleptes villiersi är en skalbaggsart som beskrevs av Gilmour 1962. Urgleptes villiersi ingår i släktet Urgleptes och familjen långhorningar. Inga underarter finns listade i Catalogue of Life.